# Armenci u Osmanskom Carstvu
Armenci su bili jedan od naroda u Osmanskom Carstvu. Osmanska težnja za vlasti nad Armenijom počinje s osvajanjima Mehmeda II., ali je tijekom vladavine Selima II. (1524. – 1574.), Armenija postala sastavni dio Osmanskog Carstva. To je trajalo oko 300 godina, kada je nakon Rusko-turskog rata (1828. – 1829.), Istočna Armenija ustupljena Ruskom Carstvu. Zapadna Armenija ostala je pod osmanskom vlašću sve do pada Osmanskog Carstva tijekom Prvoga svjetskoga rata.
Do 19. stoljeća, postojao je jedan armenski milet, koji je služio sve etničke Armence bez obzira da li su pripadali Armenskoj apostolskoj Crkvi, Armenskoj Katoličkoj Crkvi ili Armenskoj protestantskoj Crkvi (koja je nastala u 19. stoljeću). Kasnije je postojao i zasebni katolički milet. Ne-Armenci iz Crkava koje su teološki povezane s Armenskim Crkvama bili su pod nadležnošću armenskog patrijarhata, iako su održavali zasebnu hijerarhiju s vlastitim patrijarhom. To su bili sirijski pravoslavni vjernici i Kopti. Godine 1890., u Osmanskom Carstvu živjelo je 2,5 milijuna Armenaca.
Dana, 24. travnja 1915., turske vlasti uhitile su armenske intelektualce. Zbog zakona Tehcir (29. svibnja 1915.), velik broj Armenaca koji je živio u Anatoliji, stradao je u genocidu.